# Dilbar (iate)

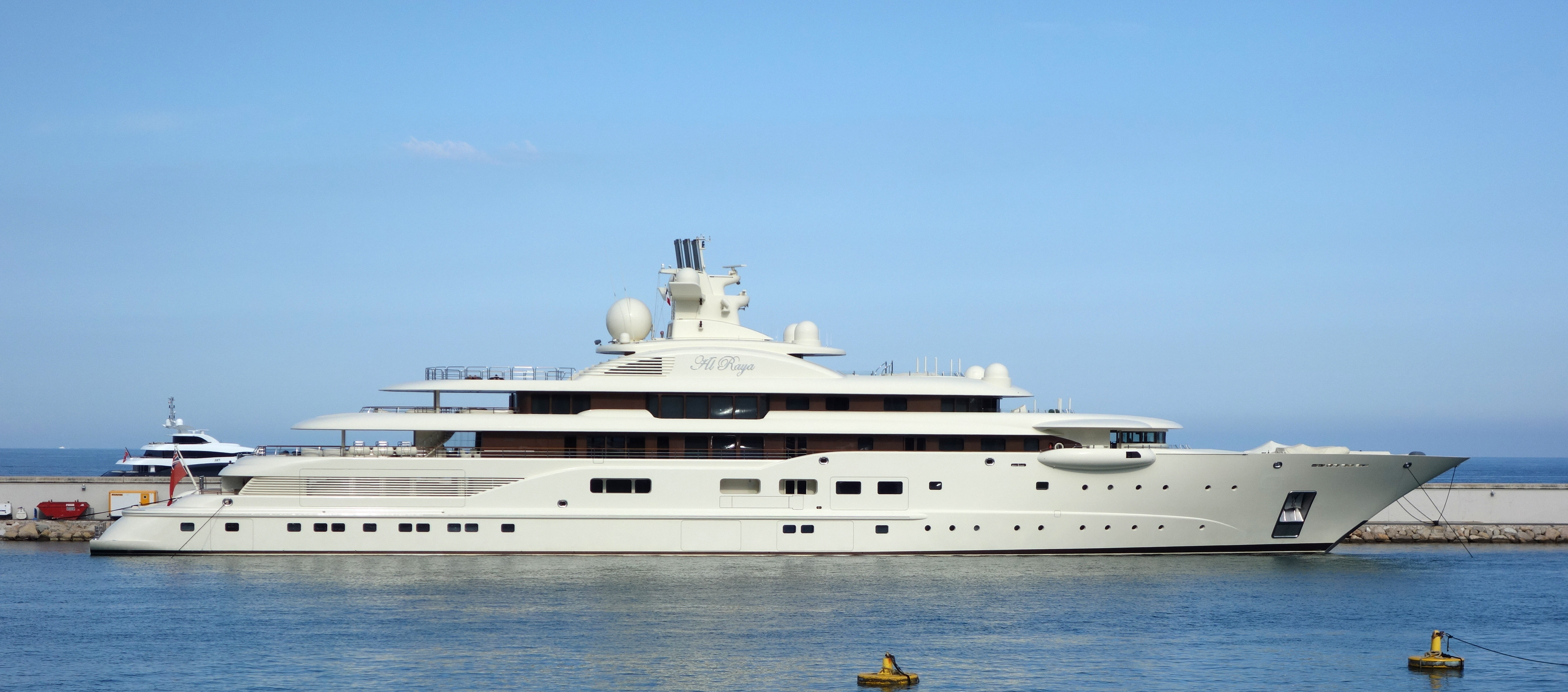
Dilbar (iate)

Dilbar é um super-iate lançado em 14 de novembro de 2015 no estaleiro alemão Lürssen e entregue em 2016. Ela foi construída como Projeto Omar. O design interior de Dilbar foi desenhado por Andrew Winch e o exterior por Espen Oeino.

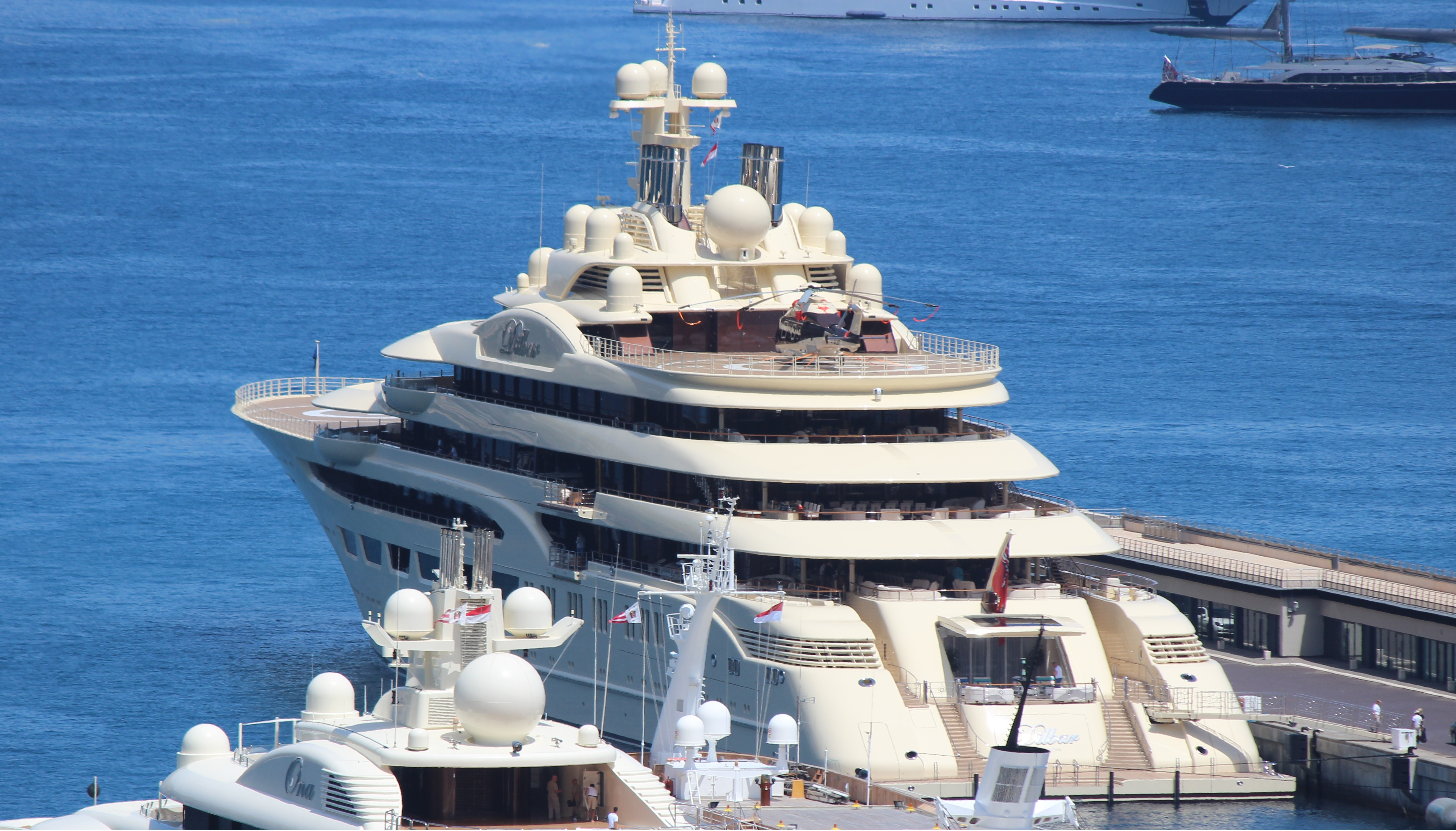
Dilbar em Port Hercules, Mônaco, em 2017 com um helicóptero a bordo

A partir de 2020, Dilbar é o sexto iate mais longo do mundo. Em 15,917 tonelagem bruta (GT), é o terceiro maior iate em volume, depois do Fulk Al Salamah e REV Ocean.
O iate era de propriedade do bilionário russo Alisher Usmanov, no entanto, em março de 2022, o iate foi apreendido pelas autoridades alemãs como parte de uma série de sanções aos oligarcas russos durante a invasão russa da Ucrânia em 2022. Ela teria custado US$ 800 milhões, empregando 84 tripulantes em tempo integral e contendo a maior piscina coberta instalada em um superiate com 180 metros cúbicos. Usmanov possuía anteriormente outro iate menor também chamado Dilbar (renomeado Al Raya em 2018).
A Forbes informou que em 2 de março de 2022 Dilbar foi apreendido pelo governo alemão como parte das sanções contra Usmanov decorrentes da invasão russa da Ucrânia em 2022. Dilbar estava ancorado e passando por reforma no estaleiro Blohm+Voss em Hamburgo desde outubro de 2021. Isso foi posteriormente negado pelas autoridades alemãs, que esclareceram que o iate não foi apreendido, mas estava coberto por sanções de controle de exportação, o que significa que não poderá deixar a Alemanha sem permissão especial.

## Projeto
O comprimento do iate é 156 m (511 ft 10 in), com um feixe de 24 m (78 ft 9 in) e um calado de 6.1 m (20 ft 0 in).
O Dilbar possui um casco de aço de deslocamento com uma superestrutura de alumínio, com decks de teca e foi construído para atender às regras da sociedade de classificação do Lloyd's Register e atende aos requisitos SOLAS (Segurança da Vida no Mar). O navio está registrado nas Ilhas Cayman.